# Emmanuel Loi
Emmanuel Loi est un écrivain français né en 1950 dans les Vosges.

## Biographie
À la suite d'un braquage, il est condamné à six ans de prison et incarcéré d'octobre 1976 à mai 1981. Durant sa détention, il lit, écrit, correspond et envoie ses textes à des revues. Ceux-ci sont repris dans son premier livre L'écriture de peu publié par Christian Bourgois en 1979 et salué par Alain Suied dans la revue Esprit. À sa sortie de prison en 1981, il continue à publier poésie, théâtre et récits d'abord chez Bernard Barrault  puis chez d'autres éditeurs. La plupart de ses livres reviennent sur l'enfer carcéral et sur les jeux de la loi, de l'argent et de la mort. Ainsi son livre D'ordinaire (2000) publie lettres et journal de prison; L'Argent et la mort publié une première fois en 1992 par Via Valeriano est un réquisitoire contre le crédit ; Peine capitale (2003), une réflexion sur la mort ; Une Dette (Deleuze, Duras, Debord) (2007), un règlement de comptes. Il commence en 2012 avec Le Jeu de Loi, puis  en 2013 Marseille Amor une trilogie sur la condition humaine dont le dernier volume Le Livre des révélations attend d'être publié…
Il est l'auteur d'une trentaine d'ouvrages : essais, recueils de poésies, de nouvelles, romans.